# 先史時代の北米大陸

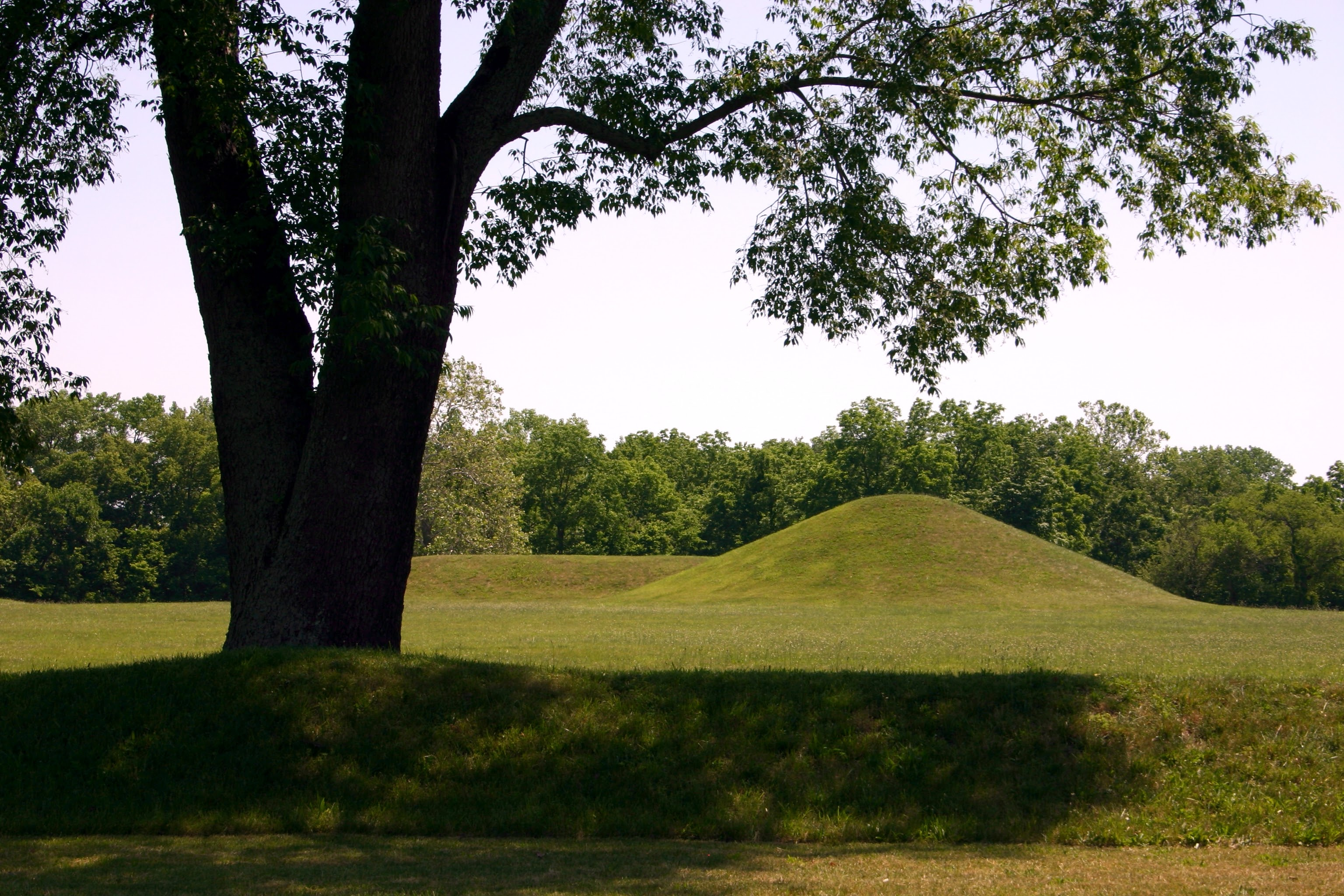
オハイオ州にあるホープウェル文化の大遺跡のひとつ、マウンドシティ遺跡の中心部

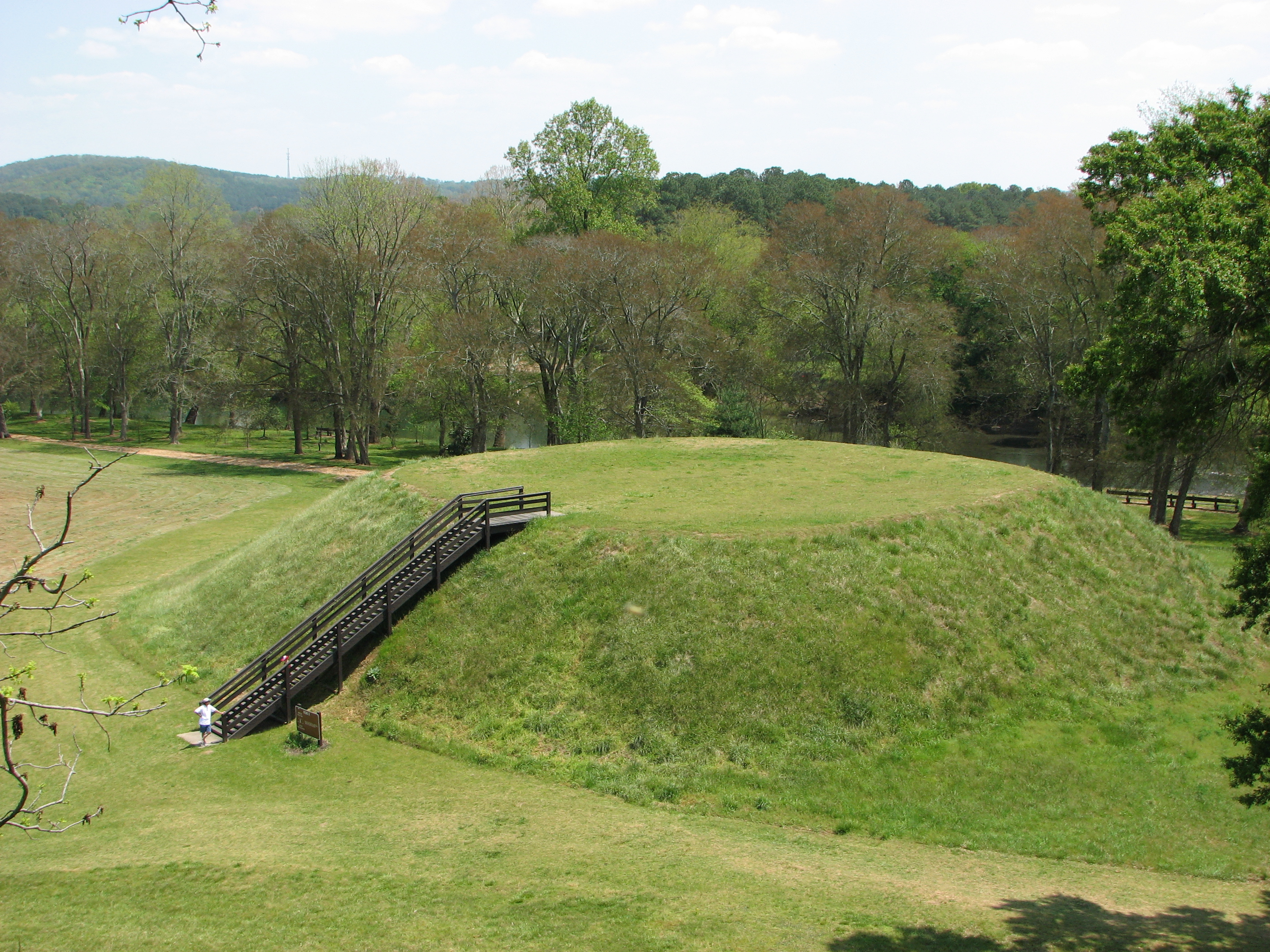
ジョージア州にあるミシシッピ文化の大センター、エトワーのマウンドB近景

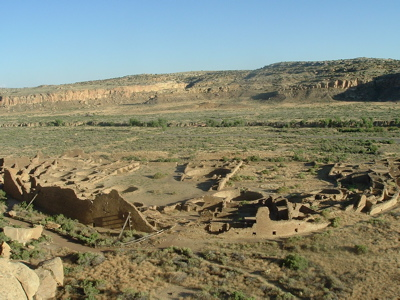
チャコ・キャニオンにあるプエブロ・ボニート遺跡。チャコ文化国立歴史公園として世界遺産になっている。

先史時代の北米大陸（せんしじだいのほくべいたいりく）では、先史時代の北アメリカ大陸の諸文化について、その概略を説明する。
先史時代の北アメリカ大陸では、アデナ文化（前期ウッドランド期並行、1000B.C.〜A.D.100頃）、ホープウェル文化（中期ウッドランド期並行、200B.C.〜A.D.500）、ミシシッピ文化（後期ウッドランド期及び後期先史時代並行、A.D.500〜A.D.1600）が繁栄し、高いものは20m近い神殿や墓に使用したマウンドを築いた。

## アデナ文化
アデナ文化の遺跡は、オハイオ州南部を中心にインディアナ州のオハイオ州との隣接地、ケンタッキー州北部、ペンシルベニア州の南西部、ウェストヴァージニア州の北西部に分布しており、アデナ文化出現期に後のホープウェル文化をはじめとするウッドランド文化の先駆となるウッドランド式土器や墳丘墓、トウモロコシ農耕のすべてが出そろっている。

## ホープウェル文化
ホープウェル文化期には、太陽や月をはじめとする天体の運行を意識した幾何学形のマウンドが築かれた。オハイオ州に所在するマウンドシティ遺跡は当該文化期の大遺跡として知られる。

## ミシシッピ文化
ミシシッピ文化期になるとセントルイス郊外にあるカホキアやジョージア州エトワー、アラバマ州マウンドヴィルなどに首長制国家の「首都」と目されるような巨大なマウンド群が築かれた。また、ミシシッピ文化期は、オハイオ州のサーペント・マウンドに見られるように蛇や獣、鳥など動物の姿をかたどって土を盛り上げた形象墳（effigy mound）も盛んに造られたことでも知られる。

## フォート・エンシェント文化
北米、オハイオ州を中心にケンタッキー州東部、ウェストバージニア州西部に紀元900年～1550年頃まで繁栄し、1750年頃まで細々と続いた文化である。
生業の基盤は、トウモロコシ、豆類、カボチャなどの農耕が中心であり、ヒマワリやアカザ科のキナパッド、そのほか狩猟採集をおこなっていたことがわかっている。

## 南西部（プエブロ）文化
一方、アメリカ南西部（ユタ州、コロラド州、ニューメキシコ州、アリゾナ州）には、12〜13世紀ごろに全盛をむかえたプエブロ文化によるキヴァという儀式空間をもつ「町々」が造られ、メサ・ヴェルデやチャコ・キャニオンなどの世界遺産に登録されるほどの壮大なものもみられた。